# Žitek
Žitek je priimek več oseb:
- Josip Žitek (1832 - 1899), gimnazijski profesor matematike in fizike, publicist
- Vladimir Žitek (1863 - 1919), pravnik, odvetnik
- Zmago Žitek, slovenski vojak